# Prilep (ort)
Prilep (serbiska: Прилеп, albanska: Përlep, Prejlepi, Arrnjet, Arrnjeti) är en ort i Kosovo. Den ligger i den västra delen av landet, 70 km väster om huvudstaden Priština. Prilep ligger 538 meter över havet och antalet invånare är 2 500.
Terrängen runt Prilep är varierad. Runt Prilep är det ganska tätbefolkat, med 222 invånare per kvadratkilometer. Närmaste större samhälle är Deçan, 4,4 km nordväst om Prilep. Omgivningarna runt Prilep är en mosaik av jordbruksmark och naturlig växtlighet.